# Emma Farrell
Pour les articles homonymes, voir Farrell.
Emma Farrell est un professeur de plongée en apnée née en 1973 au Royaume-Uni. Elle est l'auteur du livre One breath: a reflection on freediving.